# قضیه نیون
قضیۀ نیون (به انگلیسی: Niven's theorem) قضیه‌ای در ریاضی است که به اسمِ کاشف‌اش ایوان نیون، نام‌گذاری شده است. این قضیه می‌گوید در بازۀ {\displaystyle 0<\theta <90} تنها سه زاویه می‌توان پیدا کرد که این ویژگی را داشته باشند: در این زاویه‌ها، هم اندازۀ θ و هم اندازۀ Sin θ در آنِ واحد عددهایی گویا باشند. این سه زاویه عبارت‌اند از:
{\displaystyle {\begin{aligned}\sin 0^{\circ }&=0,\\[10pt]\sin 30^{\circ }&={\frac {1}{2}},\\[10pt]\sin 90^{\circ }&=1.\end{aligned}}}
اگر بخواهیم به جایِ زاویه، از رادیان استفاده کنیم، قضیۀ نیون می‌گوید که در بازۀ {\displaystyle 0<x<{\frac {\pi }{4}}} تنها زمانی {\displaystyle {\frac {x}{\pi }}} و {\displaystyle \sin x} هر دو گویا هستند که مقدارِ {\displaystyle \sin x} تنها یکی از سه مقدارِ ۰، ۱/۲ یا ۱ باشد.
این قضیه به عنوانِ نتیجۀ ۳.۱۲ در کتابی که نیون دربارۀ عددهایِ گنگ نوشته، مطرح شده است.